# 哈德森太太
哈德森太太（英語：Mrs. Hudson）是英國作家亞瑟·柯南·道爾創作的系列偵探小說《福爾摩斯探案》中登場的一名虛構人物，為主角夏洛克·福爾摩斯住所貝克街221B號的房東。

## 人物介紹
哈德森太太是一位希望屋子保持乾淨整潔的女人，且因此常與福爾摩斯產生衝突。福爾摩斯的室友約翰·華生醫生曾稱讚她是一位非常優秀的廚師，在《海軍協定》中，福爾摩斯如此評論哈德森太太作的餐點：「哈德森太太很善於應急，她會做的菜有限，可是像蘇格蘭女人一樣，這份早餐想得很妙」。
《垂死偵探探案》中，華生醫生描述了哈德森太太和福爾摩斯長久以來的關係，他形容「夏洛克·福爾摩斯的房東哈德森太太，長期以來吃了不少苦頭。她的二樓房間常被一些奇奇怪怪且往往是不受歡迎的客人侵入，就連她那位著名的房客的生活也是怪異而沒有規律的」，雖然如此，哈德森太太對福爾摩斯還是非常敬畏的，「不論他的舉動多麼令人難以容忍，從不敢去干涉他。她也喜歡他，因為他對待婦女非常溫文有禮」。
在《波希米亞醜聞》中，福爾摩斯曾稱呼女房東為「特納太太」而非哈德森太太，這後來引起了福爾摩斯迷的許多推測與猜想，有人認為特納是哈德森太太前夫的姓，亦有人認為兩者並非同一人。

## 影視改編
哈德森太太在許多改編自《福爾摩斯探案》的電影或電視劇中皆有登場。
在2009年電影及其續集中，哈德森太太由潔拉汀·詹姆斯飾演。
在BBC電視劇《新世紀福爾摩斯》中，哈德森太太由尤娜·斯塔布斯飾演，這個角色的分量相較原著有所加重。製作人史蒂芬·莫法特表示以往福爾摩斯改編作品中的哈德森太太形象都是「古里古怪、步履滿跚的」，但是該劇中的哈德森太太要「非常親切，就像媽媽一樣」；而苏·维特則形容這個角色說「她是有史以來最囉嗦的哈德森太太，她有自己的想法，不接受無禮的行為，因此夏洛克和華生都很看重及維護她」。在該劇中，福爾摩斯與華生把照顧他們日常起居的哈德森太太當作管家來看待，哈德森太太常再三表明自己並非管家而是房東；有一次，福爾摩斯曾這樣聲稱「要哈德森太太搬出貝克街？那英格蘭就完了！」。
在2015年電影《福爾摩斯先生》中，哈德森太太由莎拉·克勞登飾演。

## 外部連結
- 互联网电影数据库上哈德森太太的资料（英文）[]
- 哈德森太太（页面存档备份，存于）在《新世紀福爾摩斯》官方網站上的介紹（英文）
- 哈德森太太在《新世紀福爾摩斯》相關粉絲網站上的介紹（英文）
- Mrs. Hudson: A Legend In Her Own Lodging House（页面存档备份，存于）（英文）